# Fenella nigrita
Fenella nigrita är en stekelart som beskrevs av John Obadiah Westwood 1839. Fenella nigrita ingår i släktet Fenella, och familjen bladsteklar. Enligt den finländska rödlistan är arten starkt hotad i Finland. Arten är reproducerande i Sverige. Artens livsmiljö är strandängar vid sötvatten.